# Газоразрядна лампа
 Газоразрядна лампа е вид източник на изкуствено осветление, при който светлината се получава в резултат на газов разряд, т.е. протичане на електрически ток през разреден газ, при което се образува газоразрядна плазма. Обикновено такива лампи се пълнят с благороден газ (аргон, неон, криптон или ксенон) или смес от тези газове. Има и лампи, които работят с газова смес, съдържаща живак, натрий, и/или метални халогениди. Принципът на действие е свързан с йонизацията на газа от приложеното електрично поле. При това атомите на газа се възбуждат и връщайки се в основно състояние, изпускат видима или ултравиолетова светлина. Най-известният тип газоразрядни лампи са луминесцентните, при които балонът е покрит отвътре с луминофор, който при облъчване с ултравиолетова светлина започва да свети.
При лампите без луминофор парите на металите и едноатомните газове излъчват характерните за дадения химичен елемент линейни спектри. Например излъчването на натриевите лампи е почти изцяло в областта около жълтата линия на натрия с дължина на вълната 589 nm. Интензитетът на останалите линии от спектъра на натрия е малък.
Газоразрядните лампи имат дълъг живот и висока ефективност, но са сложни за производство и за правилното им функциониране се нуждаят от допълнителни електронни елементи, с които да се регулира протичането на ток през газа.

## Видове
- глим-лампи
- луминесцентни лампи
- живачни лампи с високо налягане
- натриеви лампи
- метал-халогенни
- ксенонови лампи с високо налягане
- лампи за смесена светлина

## Предимства
- малко отделяне на топлина
- по-голям коефициент на топлоотдаване
- по-продължителна експлоатация
- възможност да се променя цветът на излъчваната светлина
- нечувствителност към малки промени в захранващото напрежение

## Недостатъци
- необходимост от устройство за ограничаване на тока (най-често дросел)
- продължителността на експлоатация намалява при чести включвания
- нуждаят се от определено време за задействане, а някои в топло състояние не могат да бъдат запалени